# Kościół św. Sebastiana w Berlinie
Kościół św. Sebastiana (niem. Sebastiankirche) – neogotycka świątynia rzymskokatolicka znajdująca się w Berlinie, w dzielnicy Gesundbrunnen, na osiedlu Brunnenviertel, pośrodku Gartenplatzu. Od 2019 jest filią parafii św. Elżbiety z siedzibą przy kościele św. Pawła, funkcjonuje przy nim misja chorwacka.

## Historia
Parafię rzymskokatolicką w Gesundbrunnen wydzielono z granic parafii św. Jadwigi. Projekt kościoła sporządził Max Hasak, kamień węgielny wmurowano 3 grudnia 1890 w obecności przedstawicieli rodziny cesarskiej, generałów i przewodniczącego protestanckiego Stowarzyszenia Budowy Kościołów Ernsta von Mirbacha. Ukończoną świątynię konsekrowano w 1893 roku.
Na początku lat 20. XX wieku budynek wyremontowano pod okiem architekta Carla Kühna z powodu przeciekającej wody. W latach 1938–1939 wymieniono wyposażenie. Podczas II wojny światowej kościół został częściowo zniszczony wskutek pożaru, wyremontowano go w latach 1948–1950 i 1963–1965. Z powodu zmian wprowadzonych przez sobór watykański II w latach 1973–1975 przebudowano wnętrze, a ołtarz ustawiono w skrzyżowaniu naw.

## Architektura i wyposażenie
Kościół wzniesiono z cegieł z elementami metalowymi, a elewacje obłożono piaskowcem. Jest neogotycki, jednonawowy, z rzędami kaplic (zgrupowanych po 3 po obu stronach nawy) i transeptem. Kalenica znajduje się na wysokości 30 m, a wieża sięga 85 m. W projekcie przewidziano ok. 1100 miejsc siedzących i około 1800–1900 miejsc stojących. Wewnątrz kościoła odsłonięte są ceglane elementy konstrukcyjne. Wnętrze doświetlają dwie rozety w transepcie i trzynaście okien witrażowych. 
W prawym ołtarzu bocznym prezbiterium ustawiono trzy późnogotyckie figury, prawdopodobnie pochodzące z Westfalii. Po przeciwnej stronie znajduje się ołtarz św. Sebastiana z lat 30. XX wieku. W jednej z kaplic bocznych znajduje się ołtarz boczny pw. Świętej Rodziny, wykonany w latach 50. XX wieku. W absydzie ustawiono tabernakulum z 1975 roku.
Pierwsze organy zainstalowano w 1893 roku, pochodziły z warsztatu braci Dinse. W 1942 przedsiębiorstwo G. F. Steinmeyer & Co. z Oettingen in Bayern wykonało nowe organy z wykorzystaniem elementów poprzedniego instrumentu, w 1952 wyremontowano je po zniszczeniach wojennych. Mają trzy manuały i 53 głosy.

## Galeria

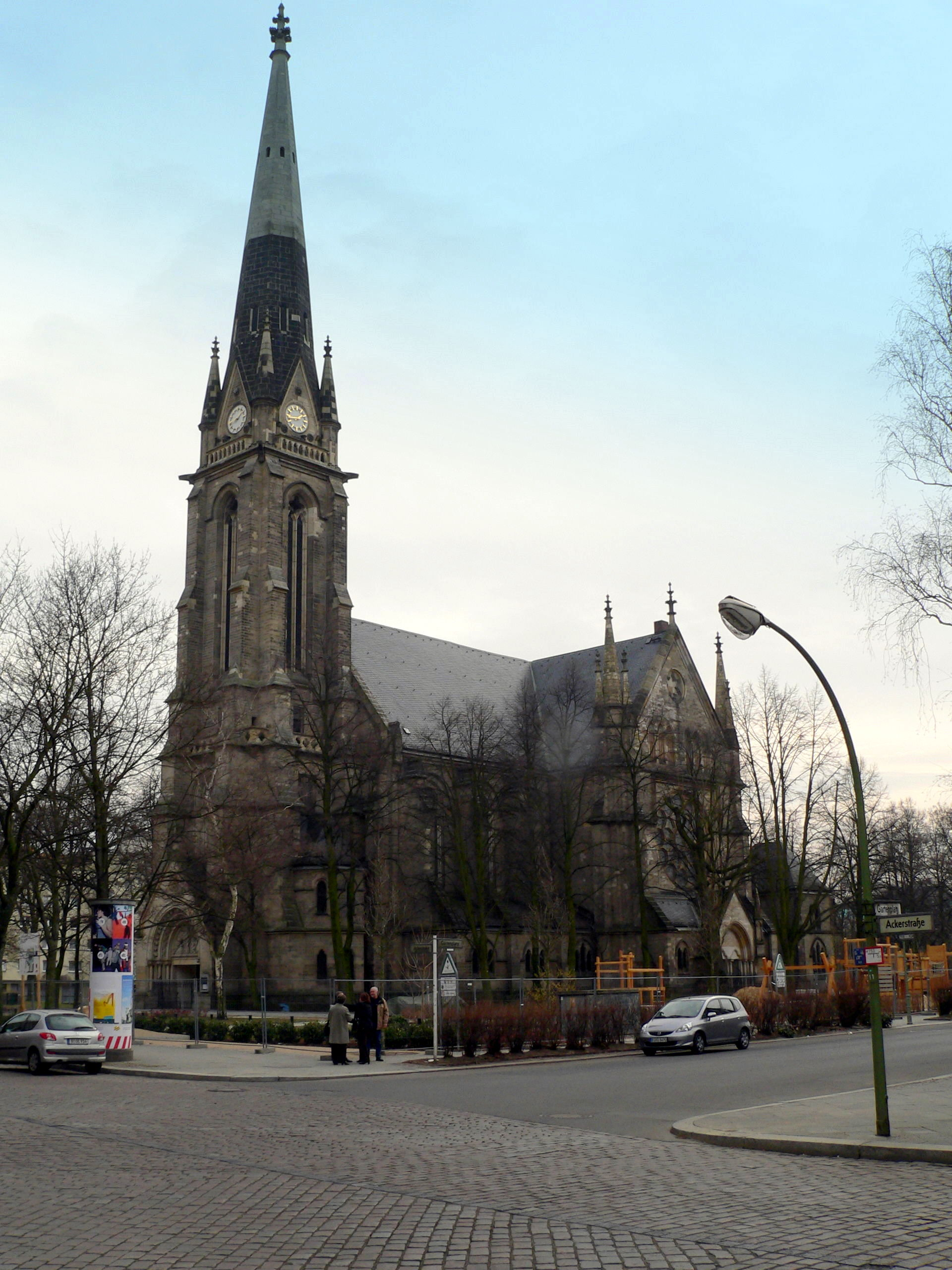
Widok z północnego zachodu
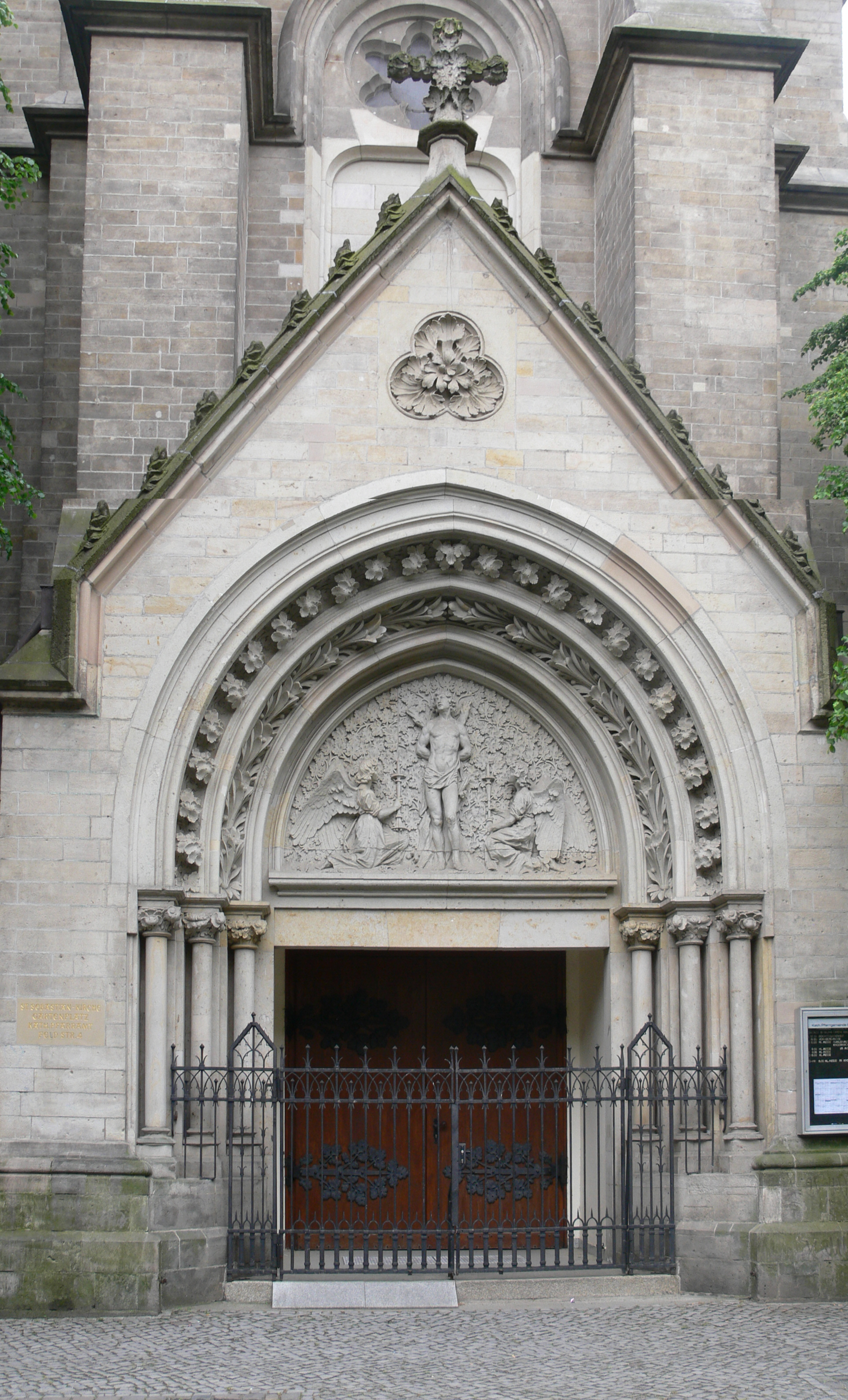
Portal główny
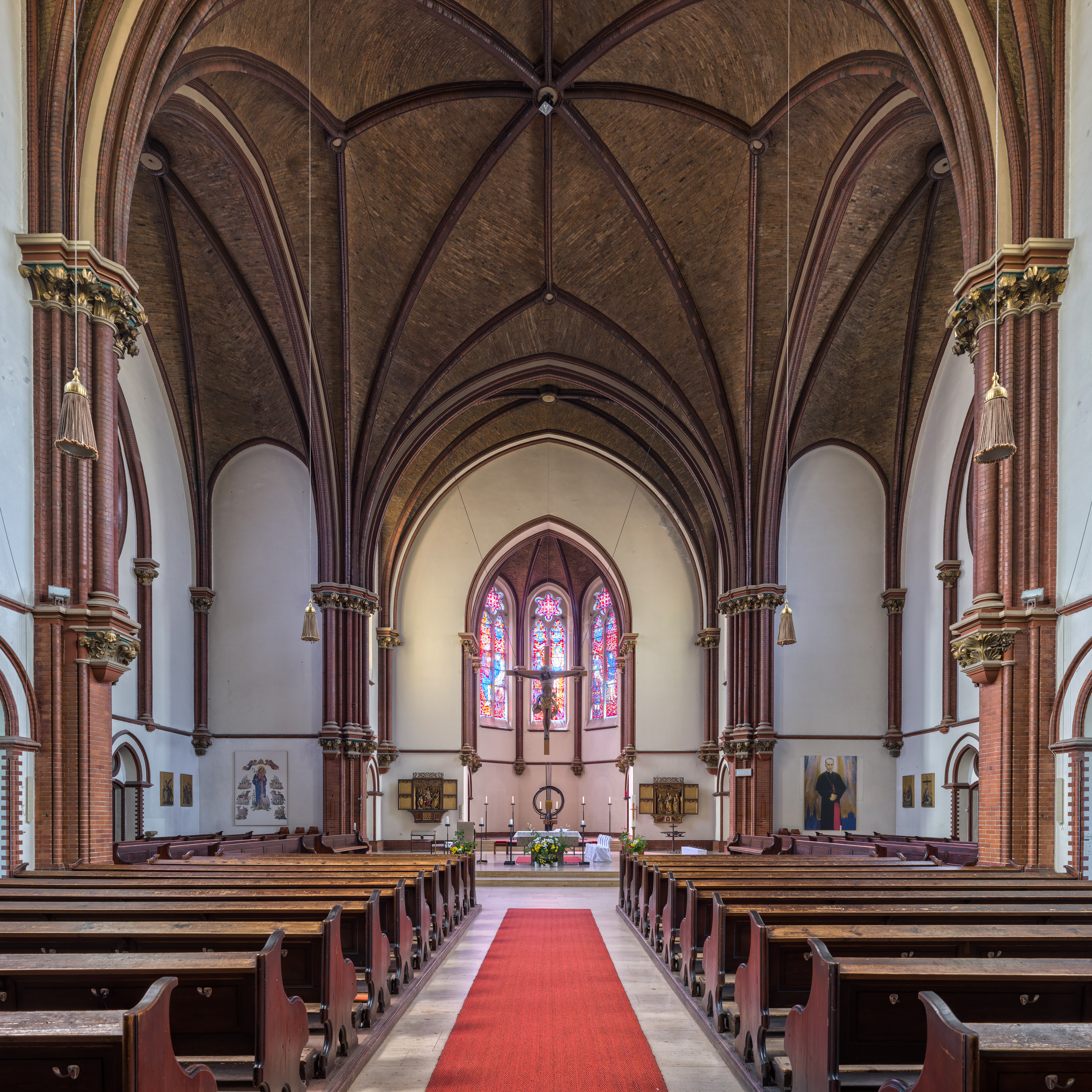
Wnętrze